# Prierowsee (Naturschutzgebiet)
Das Naturschutzgebiet Prierowsee liegt auf dem Gebiet der Stadt Mittenwalde im Landkreis Dahme-Spreewald und auf dem Gebiet der Stadt Zossen im Landkreis Teltow-Fläming in Brandenburg.
Das Gebiet mit der Kenn-Nummer 1210 wurde mit Verordnung vom 26. Juni 1978 unter Naturschutz gestellt. Das rund 210,8 ha große Naturschutzgebiet erstreckt sich östlich von Dabendorf, einem Gemeindeteil der Stadt Zossen, und südwestlich von Telz, einem Ortsteil der Stadt Mittenwalde. Westlich verläuft die B 196 und östlich die B 246. Am südöstlichen Rand des Gebietes fließt der Nottekanal.